# Извънледникова зона
Извънледниковата зона (на английски: Driftless Area) е физикогеографска област в северната част на Съединените американски щати, част от Равнините на смесените гори в Източните умерени гори.
Областта представлява силно пресечена хълмиста равнина, непосредствено на юг от границата на заледяване през последната ледникова епоха, на границите на щатите Уисконсин, Минесота и Айова с крайния северозападен ъгъл на Илинойс. Има влажен континентален климат, а естествената растителност е главно от високотревни прерии и лесостепи, доминирани от едроплоден дъб (Quercus macrocarpa).